# Ндлову, Питер
Пи́тер Ндло́ву (англ. Peter Ndlovu; род. 25 февраля 1973, Булавайо, Южная Родезия) — зимбабвийский футболист, нападающий. Футбольный тренер. Лучший бомбардир в истории сборной Зимбабве по футболу.

## Клубная карьера
В 1988 году нападающий начал карьеру в ФК «Хайлендерс». В 1991 году Питер перешёл в английский «Ковентри Сити». В сезоне 1991/92 нападающий забил 2 гола в 23 матчах, «Ковентри Сити» занял 19 место в чемпионате. Питер Ндлову стал первым африканским игроком в Премьер-лиге и играл в ней за «Ковентри Сити» до 1997 года. В сезоне 1993/94 нападающий стал лучшим бомбардиром «Ковентри Сити», забив 11 голов в 40 матчах. В 1997—2004 годах Питер Ндлову играл за клубы первого дивизиона «Бирмингем Сити», «Хаддерсфилд Таун» и «Шеффилд Юнайтед». В 2004 году нападающий перешёл в южноафриканский «Мамелоди Сандаунз». За четыре года нападающий выиграл два чемпионата и кубок ЮАР. В 2008 году Питер перешёл в «Танда Роял Зулу», за который он играл в Премьер-лиге и втором дивизионе.

## Сборная Зимбабве
14 апреля 1991 года Питер Ндлову сыграл первый матч за сборную Зимбабве против Малави в отборочном турнире КАН 1992. Сборная Зимбабве выиграла матч со счётом 4:0, нападающий забил один гол. Нападающий регулярно участвовал в квалификационных турнирах чемпионата мира и кубка африканских наций и забил 27 мячей. В 2004 году нападающий впервые принял участие в кубке африканских наций. Питер принял участие в матчах группового этапа против Египта, Камеруна и Алжира по футболу и забил 3 гола (Египет — 1, Камерун — 2). Сборная Зимбабве заняла последнее место в группе C. В кубке африканских наций 2006 нападающий сыграл 3 матча.

## Тренерская карьера
В 2011—2013 годах Питер Ндлову был ассистентом главного тренера сборной Зимбабве.

## Достижения
- Чемпион Премьер-лиги ЮАР: 2005/06, 2006/07
- Кубок ЮАР: 2008